# Palau de Gaujiena
El Palau de Gaujiena (en letó: Gaujienas muižas pils; en alemany: Schloss-Adsel) és un palau a la històrica regió de Vidzeme, al municipi d'Ape de Letònia.

## Història
Va ser construït entre el 1850 i 1860 en estil neoclàssic. L'edifici té un pòrtic de sis columnes i dos escultures d'uns grans lleons es troben als costats de la porta d'entrada. Des de 1922 el palau allotja l'escola secundària de Gaujiena (Gaujienas gimnazija) que l'any 1984 va adquirir el nom de Ojāra Vācieša Gaujienas vidusskola .
Al compositor Jāzeps Vītols se li va concedir com a premi per part de l'estat el poder viure en l'edifici de l'antiga cerveseria del palau, on va romandre el músic des de 1922 fins a 1944.